# Fresque de la tombe des Fabii
La fresque de la tombe des Fabii est une fresque de la première partie du IIIe siècle av. J.-C. et provient de la tombe des Fabii découverte en 1875 sur l'Esquilin à Rome. Elle mesure 87,5 × 45 cm et est conservée à la Centrale Montemartini à Rome.

## Description
(De haut en bas), Dans le premier registre, on conserve les pieds et la jambe jusqu’au mollet d’une figure masculine. Sur le second, on aperçoit les murs crénelés d’une ville d’où l'on entrevoit les têtes de citoyens ou de guerriers,. Ils semblent assister à la scène principale qui se déroule au centre. C'est-à-dire la rencontre de deux personnages dont l’importance se caractérise par leurs hauteurs dans l’ensemble du registre. Le personnage de gauche est dans des vêtements militaires : il porte un subligaculum blanc marqué par des plis de couleur rouge-brun, un manteau bleu presqu'invisible qui lui tombe des épaules, des cnémides doré, un paragnathide et un grand bouclier ovale dans le bras gauche à peine visible. La figure tend la main droite ouverte vers un autre personnage en toge exiguë qui laisse une partie de la jambe visible et tient dans la droite une longue lance. Une légère inscription se dessine avec comme restitution « Anius St Fillius ».
En dessous, on découvre une scène semblable à celle du registre supérieur avec une rencontre entre un homme armé et un autre en toge. Tout à gauche, on observe un soldat avec des cnémides et une cuirasse doré qui semble en plein combat avec sa lance levée. La scène au centre présente un soldat tendant la main pour attraper une lance que le personnage en toge exigua porte. Enfin, derrière ce dernier, on distingue un rassemblement de personnages en tunique blanche disposés sur différents niveaux, presque sur un gradin. Le nom des deux personnages au centre est indiqué : M Fan (je) la figure en armes et Q Fabio.
Enfin, avec une plus grande liberté que le schéma des autres scènes, on distingue au dernier registre une scène de combat. On y trouve un guerrier avec un bouclier et un javelot qui apparaît derrière les murs crénelés de la ville qui se lisent à peine en dessous de lui. 

## Interprétation
Selon une hypothèse qui semble la plus avérée, cette œuvre illustre ici une des batailles de la seconde guerre samnite. En effet, la présence des termes « G. Fabius » peut faire référence au nom de Quintus Fabius Maximus Rullianus. Ce dernier étant maître de cavalerie du général Lucius Papirus durant la seconde guerre samnite.
Ainsi, cette fresque illustre les victoires menées par Quintus Fabius, qui vont mener à une trêve entre les samnites et les romains qui n’est pas respecté par les Samnites. Ce que l’on peut supposer avec les dessins du dernier niveau.
Nous pouvons donc situer notre œuvre dans un contexte d’expansion de la république romaine qui ne cesse de gagner du terrain sur les terres d’Italie centrale en vainquant les peuples Samnites et qui soumettra ensuite la partie étrusque. 
Une autre lecture de la scène ramène à une cérémonie de remise de dona militaria par le général à un soldat qui s’était distingué particulièrement au combat pour ses exploits. Le général en toge devant l’armée réunie serait alors Q. Fabio qui remettrais à M. Fannio, en armes, l’une des plus importantes distinctions militaires, la gaesum ou lance avec fer conférée. L’exploit qui a valu un tel signe de reconnaissance peut être représenté dans la dernière scène d’escalade aux murs de la ville. La tombe et les images célébrant la dignité de son propriétaire serait donc M. Fannio appartenant à une famille connue à partir de 187 à 184 av. J.-C.,.

## Stylistique
En ce qui concerne la stylistique, notre œuvre met en lumière un certain respect des proportions. En effet, malgré la taille similaire des remparts et des personnages, le corps est bien proportionné avec une attention particulière au naturalisme. Cela est visible par l’attention donnée aux muscles du genou, aux plis des drapés, aux abdominaux, ou encore le travail fait sur les ombres qui témoignent d’une réel volonté de créer des effets de vraisemblance. D’autre part, nos personnages sont individualisés, tant par leurs vêtements que par leurs corps.
De plus, on observe une certaine attention donnée au mouvement. Ainsi, on peut voir une tendance à vouloir rendre la tension par les scènes de combat inférieures. Au contraire, une veine plus statique et propre à l’art classique est évoqué par les contrapposto des personnages (qui peuvent faire penser à la pose de l’Apollon du Belvédère datant de la seconde moitié du IVe siècle av. J.-C. ou plus vraisemblablement à celle du Doryphore de Polyclète),.
Enfin, l’espace est divisé en registre avec une volonté de créer de la profondeur par la taille des différents soldats ou leurs places dans l'espace. 